# Кадыковка (Ульяновская область)
Кадыковка — село в Майнском районе Ульяновской области России. Входит в состав Майнского городского поселения.

## География
Село находится в центральной части Ульяновской области, в зоне хвойно-широколиственных лесов, в пределах Приволжской возвышенности, на берегах реки Сельди, на расстоянии примерно 12 километров (по прямой) к северо-востоку от Майны, административного центра района. Абсолютная высота — 157 метров над уровнем моря.
Климат
Климат характеризуется как умеренно континентальный, с тёплым летом и умеренно холодной зимой. Среднегодовая температура воздуха — 4 — 4,2 °С. Средняя температура воздуха самого тёплого месяца (июля) — 19,5 °C ; самого холодного (января) — −11,8 °C. Среднегодовое количество атмосферных осадков составляет 310—460 мм, из которых большая часть (242—313 мм) выпадает в тёплый период.
Часовой пояс
Село Кадыковка, как и вся Ульяновская область, находится в часовой зоне МСК+1. Смещение применяемого времени относительно UTC составляет +4:00.

## История
Село Кадыковка основано в 1670 году получившими наделы солдатами Выборного полка, участвующими в разгроме повстанческой армии С.Т. Разина, отведено было солдатам выборного полка, Андрюшке Богданову и Захару Ильинскому с товарищи, в числе 12 человек, поместной земли по 20 четвертей каждому, за валомъ, по речке Сельдь, рядом с Матвеем  Всеволожским, Данилою Буйковым и Парфеном Григоровым.
Первоначальная церковь была построена здесь с основанием самого селения.  В документах 1701 года Кадыковка упоминается как село Никольское, названная по церкви во имя св. Николая Чудотворца. Каменная же церковь, во имя св. Сергия Радонежского, была построена в 1811 году, на прежнем месте, сгоревшей в 1808 году. Школа в с. Кадыковке открыта в 1840 году.

## Население
| 2010 |
| ---- |
| 66   |

Национальный состав
Согласно результатам переписи 2002 года, в национальной структуре населения русские составляли 90 % из 109 чел.

## Известные уроженцы
- Разенков Иван Петрович